# Liste des souverains de Vescovato
La seigneurie de Vescovato (ou Vescovado) entre sous la souveraineté de la Maison Gonzague par la lignée de Novellara et Bagnolo, en la personne de Jacques de Novellara (it). Lui succèderont ses deux fils et quatre de ses petits-fils avant que le fief passe, en 1519, sous la souveraineté de la  lignée dite de Vescovato. 
En 1519, Jean de Mantoue, alors capitaine général de l'empereur Maximilien Ier, achète une partie du fief impérial de Vescovato à ses cousins éloignés et en fait sa seigneurie qui lui sera confirmée par l'empereur Charles V en 1521 (Maximilien Ier étant mort au début de 1519).

Jean de Vescovato est le troisième fils et sixième enfant du marquis Frédéric Ier de Mantoue dit le Bossu (1440-1484) et de Marguerite de Bavière (1442-1479).

Malgré quelques ruptures de succession directe (et surtout, en 1779, celle importante à la mort du Prince Sigismond IV à qui a succédé le Prince François Nicolas, un arrière-arrière-arrière-arrière-petit-fils de son arrière-arrière-arrière-grand-père !) cette lignée est, aujourd'hui, la seule de la Maison Gonzague qui reste à avoir des représentants encore vivants aujourd'hui.

## Seigneurs de Vescovato

### lignée de Novellara et Bagnolo
- ????-1441 : Jacques de Novellara (it) (NC-1441)
- épouse Ippolita Pio de Carpi
- 1441-1484 : François Ier de Novellara (it) (ca 1420-1484) et Georges de Bagnolo (NC-1487), fils des précédents
- 1484-1487 : Georges de Bagnolo (d°)

épouse Alda Torelli de Montechiarugolo
- 1487-1519 : Christophe (NC), Jacques (NC), Marc-Antoine (NC-ap.1509) et Guy II (NC-ap.1510), co-seigneurs, tous quatre fils des précédents

en 1519, Guy, dernier survivant des quatre frères vend le fief à Jean, ci-après.

### lignée de Jean de Vescovato
- 1519-1525 : Jean (1474-1525)

épouse en 1494 Laura Bentivoglio de Bologne
- 1525-1527 : Alexandre (1497-1527), fils des précédents

épouse en 1513 Ippolita Sforza de Santa Fiora (NC-ap.1527)
- 1527-1530 : Sigismond Ier (1499-1530), frère du précédent

épouse Antonia Pallavicino de Busseto
- 1530-1559 : Sigismond II (1530-1567), fils des précédents (il naît l'année de la mort de son père)

## Marquis de Vescovato
- 1559-1567 : Sigismond II (d°)

épouse Lavinia Rangoni de Spilamberto

## Marquis et Princes de Vescovato
note : Le Principat est une dignité et non pas un titre de souveraineté. Les marquis restent Marquis de Vescovato mais sont titrés Princes de Vescovato.
- 1567-1614 : Charles Ier (1551-1614), Prince du Saint Empire en 1593, fils des précédents

épouse en 1584 Olimpia Ferrero-Fieschi, fille de Besso, Marquis de Masséran
- 1614-1636 : Prince François (1593-1636), fils des précédents

épouse en 1617 Camilla Ponzoni
- 1636-1695 : Prince Charles II (1618-1695), fils des précédents
- 1636-1735 : Prince François Gaëtan (1675-1735), neveu du précédent

épouse en 1696 Anna Goldoni
- 1735-1779 : Prince Sigismond IV (1702-1779), fils des précédents

épouse en 1724 Carlotta Barissoni
- 1779-1783 : Prince François Nicolas (1731-1783), arrière-arrière-arrière-petit-cousin (?) du précédent

épouse en 1756 la marquise Olimpia Scotti
- 1783-1832 : Prince François Louis (1763-1832), fils des précédents

épouse la marquise Giulia Cavriani, sans descendance masculine
- 1832-1834 : Prince François Charles (1766-1834), frère du précédent

épouse en premières noces en 1791 Anna Corradi
épouse en deuxièmes noces en 1817 Giuseppa Pedrazzoli
- 1834-1870 : Prince Achille (1822-1870), petit-fils de François Charles et Anna

épouse en 1846 Elisabetta Borromeo
- 1870-1916 : Prince Ferrante (1846-1916), fils des précédents

épouse en premières noces en 1868 Maria Anna, fille du comte Roncadelli, sans descendance
épouse en deuxièmes noces en 1891 Comtesse Beatrice Malmignati, sans descendance
- 1916-1929 : Prince Maurice Ferrante (1861-1938), petit-fils de François Charles et Giuseppa

épouse en 1883 Ferdinanda Alliana
- 1929-1943 : Prince Ferrante Vincent (1889-1943), fils des précédents

épouse en 1937 Luisa Anguissola Scotti
- depuis 1943 : Prince Maurice (né en 1938), fils des précédents

## Arbre de succession des souverains de Vescovato
```
Lignée de Novellara et Bagnolo

 

Jacques de Novellara
 
(it)
, seigneur
│
├─>
François 
I
er
 de Novellara
 
(it)
, co-seigneur
│
└─>
Georges de Bozzolo
, co-seigneur
   │
   ├─>
Ghristophe
, co-seigneur
   │
   ├─>
Jacques
, co-seigneur
   │
   ├─>
Marc-Antoine
, co-seigneur
   │
   └─>
Guy II
, co-seigneur

 

Lignée de Vescovato

 

Jean

│
├─>
Alexandre

│
└─>
Sigismond 
I
er

      │
      └─>
Sigismond II

         │
         ├─>Prince 
Charles 
I
er

         │  │
         │  ├─>Prince 
François

         │  │  │
         │  │  └─>Prince 
Charles II

         │  │
         │  └─>
Prince Sigismondo III (non régnant)

         │     │
         │     └─>Prince 
François Gaëtan

         │        │
         │        └─>Prince 
Sigismond IV

         │
         └─>
Prince Jourdain (non régnant)

            │
            └─>
Prince Niccolo (non régnant)

                 │
                 └─>
Prince Gian Giordano (non régnant)

                    │
                    └─>
Prince Carlo Giuseppe (non régnant)

                       │
                       └─>
Prince Francesco Ferrante (non régnant)

                          │
                          └─>Prince 
François Nicolas

                             │
                             ├─>Prince 
François Louis

                             │
                             └─>Prince 
François Charles

                                │
                                ├─>
Prince Francesco Niccolo (non régnant)

                                │  │
                                │  └─>Prince 
Achille

                                │     │
                                │     └─>Prince 
Ferrante

                                │
                                └─>
Prince Antonio Francesco (non régnant)

                                   │
                                   └─>Prince 
Maurice Ferrante

                                      │
                                      └─>Prince 
Ferrante Vincent

                                         │
                                         └─>Prince 
Maurice
```